# Liste der Mitglieder des Württembergischen Landtages 1933
Diese Liste gibt einen Überblick über die Mitglieder des Landtags des freien Volksstaates Württemberg in der 5. Legislaturperiode 1933.

## A
- Josef Andre (Zentrum)
- Alfred Arnold (NSDAP)

## B
- Philipp Baetzner (NSDAP)
- Gottlob Berger (NSDAP)
- Richard Blankenhorn (NSDAP)
- Lorenz Bock (Zentrum)
- Eugen Braun (Zentrum)

## D
- Karl Dempel (NSDAP)
- Christoph Diehm (NSDAP)

## G
- Emil Gerlach (SPD)
- Friedrich Göhring (SPD)
- August Gompper (SPD)
- Wilhelm Greß (NSDAP)

## H
- Otto Hill (NSDAP)
- Emilie Hiller (SPD)
- Walter Hirzel (DNVP / Kampffront Schwarz-Weiß-Rot)
- Albert Hopf (Deutsche Staatspartei)
- Ernst Huber (NSDAP)

## K
- Gotthilf Kächele (DNVP / Kampffront Schwarz-Weiß-Rot)
- Emil Kaim (Zentrum)
- Wilhelm Keil (SPD)
- Emil Kiener (NSDAP)
- Adolf Kling (NSDAP)
- Hermann Kling (CSVD)
- Josef Köberle (Zentrum)
- Martin Kohler (NSDAP)
- Aloys Küchle (Zentrum)
- Johannes Kugler (WBWB)

## M
- Eugen Maier (NSDAP)
- Otto Maier (NSDAP)
- Xaver Mayer (Zentrum)
- Christian Mergenthaler (NSDAP)
- Clemens Möhring (Zentrum)
- Karl Müller (CSVD)
- Wilhelm Murr (NSDAP)
- Gottlob Muschler (WBWB)

## N
- Anton Ernst Graf von Neipperg (Zentrum)

## P
- Karl Pfannenschwarz (NSDAP)
- Albert Pflüger (SPD)

## R
- Hermann Reiner (NSDAP)
- August Renz (Zentrum)
- Karl Ruggaber (SPD)

## S
- Jonathan Schmid (NSDAP)
- Friedrich Schmidt (NSDAP)
- Erwin Schoettle (SPD)
- Albert Schüle (NSDAP)
- Hans Seibold (NSDAP)
- Otto Sommer (NSDAP)
- Otto Speidel (NSDAP)
- Otto Steinmayer (SPD)
- Heinrich Stooß (WBWB)
- Georg Stümpfig (NSDAP)

## W
- Karl Waldmann (NSDAP)
- Paul Weigand (DNVP / Kampffront Schwarz-Weiß-Rot)